# Danmarks Billie Jean King Cup-lag
Danmarks Billie Jean King Cup representerar Danmark i tennisturneringen Billie Jean King Cup, och kontrolleras av Danmarks tennisförbund. 

## Historik
Danmark deltog första gången premiäråret 1963. Laget har som längst gått till kvartsfinal, vilket man gjorde 1976 och 1988.